# فاروق عبد القادر
فاروق عبد القادر (24 يناير 1938 -23 يونيو 2010) هو كاتب وناقد فني مصري.

## السيرة الذاتية
ولد سنة 1938 في قرية منية السيرج التابعة لحي الساحل عندما كانت لا تزال قريه منفصله عن حي شبرا، تلقي تعليمه الأولي في مدارس شبر، تخصص في دراسة علم النفس بكلية الآداب في جامعة عين شمس التي تخرج منها في مايو عام 1958 بتقدير جيد ثم عمل سكرتيرًا لتحرير مجلة المسرح، وهو مسئولًا عن ملحق الأدب والفنون بمجلة الطليعة التي كانت تصدرها مؤسسة الأهرام، وبعدها سافر إلى السعودية في الخمسينيات للعمل في صحيفة الندوة، ونشر فيها مقالات عن الاتجاهات الجديدة في الفلسفة والأدب، ثم عمل فترة قصيرة بالهيئة العامة للاستعلامات. ترك عبد القادر مؤلفات وترجمات تصل إلى حوالي خمسة وعشرين كتابًا من أهمها في مجال التأليف: «ازدهار وسقوط المسرح المصري» و«نافذة على مسرح الغرب» و«أوراق من الرماد والجمر» و«رؤى الواقع وهموم الثورة المحاصرة» و«من أوراق الرفض والقبول» و«نفق معتم ومصابيح قليلة»، و«من أوراق الزمن الرخو» و«البحث عن اليقين المراوغ قراءة في قصص يوسف إدريس»، ولم يتزوج فاروق عبد القادر، وظل وحيدا بعد وفاة شقيقته الكبرى التي كانت تقوم برعايته، ولم يمهله القدر ليسعد بجائزة الدولة في التفوق في الآداب حيث توفي بعد إعلانها بساعات قليلة، وقد توفي في يونيو عام 2010.

## الأعمال

### الكتب
- نافذة على مسرح الغرب.
- أوراق من الرماد والجمر.
- نفق معتم ومصابيح قليلة.
- من أوراق الرفض والقبول (22 ديسمبر 2009).
- ازدهار وسقوط المسرح المصري (مكتبة الأسرة السلسلة: فنون- 1 يناير 2015).
- رؤى الواقع وهموم الثورة المحاصرة (دار العلوم للنشر والتوزيع- 1 يناير 2005).
- من أوراق الزمن الرخو: شرفات ونوافذ (دار العلوم للنشر والتوزيع- 1 يناير 2006).
- في المسرح المصري - تجريب وتخريب (مركز المحروسة للنشر والخدمات الصحفية والمعلومات- 1 يناير 2004).
- في الرواية العربية المعاصرة (مؤسسة دار الهلال- 1 سبتمبر 2003).
- مساحة للضوء.. مساحات للظلال (الهيئة العامة لقصور الثقافة- 1 يناير 2017).
- من أوراق نهاية القرن «غروب شمس الحلم» (الدار الثقافية للنشر- 1 يناير 2002).
- من اوراق التسعينات (دار مصر العربية للنشر والتوزيع- 1 يناير 2000).
- مساحة للضوء مساحات للظلال (دار الثقافة الجديدة- 1 يناير 1986).
- من اوراق الزمن الرخو: وجوه وأحداث (دار العلوم للنشر والتوزيع - 01 يناير 2006).[6][7]
- نهاية اليوتوبيا: السياسة والثقافة في زمن اللامبالاةـ عالم المعرفة.[8]

### مسرحيات تُرجمت
- فترة التوافق (تنيسي وليامز).
- لعبة البنج بونج (أرتور أداموف).
- المساحة الفارغة.
- النقطة المتحولة (بيتر بروك).[9]
- يو. أس (بيتر بروك).[2]

## الجوائز
- حصل علي جائزة الدولة لتفوقه في الآداب وقدرها 100 ألف جنيه مصري (17600 دولار) بعد التصويت على عدد من الأدباء والنقاد المرشحين للجائزة.[10][11]